# 奥田麻衣
奥田 麻衣（おくだ まい、1983年〈昭和58年〉3月3日 - ）は、西日本放送（RNC）のアナウンサー。

## 人物、経歴
- 大阪府吹田市出身。神戸女学院大学文学部卒業。
- 趣味・特技：バックパッカー、スポーツ観戦、料理、ピアノ演奏
- 資格：野菜ソムリエ、ベジタブル＆フルーツセルフアドバイザー
- 2006年4月から2010年2月までの約4年間、テレビ新潟(TeNY)にてアナウンサーとして活躍。同期入社のアナウンサーは諸橋碧、長谷川慶子。
- 2006年入社式の後、『夕方ワイド新潟一番』駅前中継にてデビュー。「駅前の女神」と呼ばれる。
- 『夕方ワイド新潟一番』内で新潟清酒達人検定(3級)、日本メイド検定(3級)取得。メイド検定3級合格は2008年3月29日。結果は番組内で発表され、全国初のメイドアナウンサーに。
- 『夕方ワイド新潟一番』ではその他、いちばん中継や金曜中継などの中継リポーター、のんびりバス紀行などのロケリポーター、また堀敏彦とともに番組司会を務める。
- 中越沖地震では、NNN取材団としてヘリリポート・現場リポートを担当した。
- いい湯だネット湯めぐり生中継ではテレビ信州の『ゆうがたGet!』と同時生放送を実施。
- 『24時間テレビ』では万代会場の司会を務め、新潟ゆかりのゲストとして出演した元モーニング娘の小川麻琴（新潟県柏崎市出身）よりも可愛いとファンの間で話題に。
- 2010年3月に四国放送に移籍。同局の『おはようとくしま プラス』にて、主にニュースコーナーを担当。
- また、2010年3月からサッカーJ2徳島ヴォルティスの試合中継を四国放送が制作することになり、『スカパー!Jリーグ中継』にてピッチリポーターも務めている。
- 2011年3月に『おはようとくしま プラス』が終了。4月からは『フォーカス徳島』にてスポーツコーナーを担当していた。
- 2010年11月20日のTeNY30周年特別番組「開局30周年感謝祭 TeNY博だよ新潟一番」第2部(生放送)にて、四国放送アナウンサーの職籍で、古巣のテレビ新潟に異例の復帰を果たした[1]。
- 2012年4月に西日本放送に移籍。

## 現在の担当番組

### テレビ
- 『シアワセ気分!』（2012年4月 - 現在） - ロケリポーター
- 『Jリーグ カマタマーレ讃岐ホームゲーム中継』ピッチリポーター（スカパー!兼任）
- 『特選うどん遍路』（RNC news every.内コーナー）
- 『RNCニューススポット』

## ラジオ
- 『CHIT CHAT RADIO』（毎週月曜日担当）
- 『BOATRACE RADIO GIRLS』（文化放送）  - 丸亀競艇場担当

## 過去の担当番組

### テレビ新潟時代
- 『夕方ワイド新潟一番』2006年4月-2010年2月)番組司会、中継リポーター、ロケリポーター
- 『シネマれびゅー』(2006年4月-2010年2月)番組ナビゲーター、インタビュアー
- 『炎の料理塾』司会進行
- 『24時間テレビ』中継会場司会、中継リポーター
- 『情報ライブ ミヤネ屋』全国桜中継リポーター
- 『ホリの天地人街道をゆく』※山形・新潟・福島の日本テレビ系列3局共同企画特番。ロケリポーター
- 『新潟国体』司会
- 特別番組『ありがとう!新潟一番大感謝祭』
- 『TeNYニュース』

### 四国放送時代
- 『おはようとくしま プラス』(2010年4月-2011年3月)ニュースコーナー
- 『全国高等学校サッカー選手権大会』(2010-)ベンチリポーター
- 『フォーカス徳島』スポーツコーナー(2011年4月-2012年3月)
- 『撮りたい放題JRTビデオ広場』司会進行(2010年4月-2012年3月)
- 『週刊あわのかわらばん』ナレーション(2010年4月-2012年3月)
- 『おくだまいのおーまいがっ!』メインパーソナリティ(2011年4月-2012年3月)
- 『スカパー!Jリーグ中継』サッカーJ2徳島ヴォルティス ピッチリポーター(2010年4月-2012年3月)
- 『徳島新聞ニュース』

### 四国放送時代の特別出演
- TeNY30周年特別番組「開局30周年感謝祭 TeNY博だよ新潟一番」第2部(2010年11月20日、テレビ新潟。四国放送アナウンサーの職籍で異例の古巣TeNYの番組上での初復帰出演。)

### 西日本放送時代
- 地方創生プログラム ONE-J (2023年1月1日)[2]